# Румянцева, Капитолина Алексеевна
Румянцева Капитолина Алексеевна (16 декабря 1925, Ленинград, СССР — 8 августа 2002, Санкт-Петербург) — советская художница, живописец, член Санкт-Петербургского Союза художников (до 1992 года — Ленинградской организации Союза художников РСФСР). Старшая сестра художницы Галины Румянцевой и родная тетка художника Владимира Шинкарева .

## Биография
Капитолина Алексеевна Румянцева родилась 16 декабря 1925 года в Ленинграде.
В 1945—1950 годах занималась в Ленинградском художественно-педагогическом училище у Г. Шаха, Д. Рязанской, В. Петровой, М. Шуваева. С 1950 по 1969 годы преподавала рисование в школах Московского и Василеостровского районов Ленинграда. С 1969 года работала художником в цехе станково-монументальной живописи Комбината живописно-оформительского искусства. Одновременно с начала 1950-х много работала творчески, в основном в жанре пейзажа и натюрморта.
В 1956 году вышла замуж за ленинградского художника В. С. Вильнера, приняв фамилию мужа. После развода в 1970 году вернула свою девичью фамилию. С 1970 года участвовала в выставках, экспонируя свои работы вместе с произведениями ведущих мастеров изобразительного искусства Ленинграда. В 1973 году была принята в члены Ленинградского Союза художников. Писала преимущественно натюрморты, пейзажи, а также жанровые композиции. Наибольшую известность и признание получили натюрморты с цветами и фруктами.
Живописная манера развивалась в направлении усиления декоративности и локальности цвета при сохранении интереса к предмету, передаче его фактуры и материальной осязаемости. Создаваемые образы неизменно исполнены лиризма и поэтического звучания. Автор картин «Натюрморт с фруктами» (1965), «Натюрморт с дыней» (1968), «Натюрморт с белой чашкой» (1969), «Ирисы» (1970), «Натюрморт с апельсином», «Пионы» (1971), «Сон», «Бузина» (обе 1972), «Натюрморт с яблоневыми ветками» (1973), «В саду ранней весной», «Пасмурный день», «Натюрморт с рыбами» (все 1974), (1975), «После дождя» (1980), «Осень в Озерках» (1985), «Осенью» (1987), «Пионы» (1990), «Сирень» (1991) и других.
В начале 1990-х годов работы Капитолины Алексеевны Румянцевой в составе экспозиций произведений ленинградских художников были представлены европейским зрителям на целом ряде зарубежных выставок.
Скончалась 8 августа 2002 года в Санкт-Петербурге на 77-м году жизни.
Произведения К. А. Румянцевой находятся в музеях и частных собраниях в России, Франции, США, Норвегии, Бельгии, Италии и других странах.

## Выставки
- 1972 год (Ленинград): Наш современник. Вторая выставка произведений ленинградских художников.
- 1974 год (Ленинград): Весенняя выставка произведений ленинградских художников.
- 1975 год (Ленинград): Выставка произведений художников-женщин Ленинграда.
- 1975 год (Ленинград): Наш современник. Зональная выставка произведений ленинградских художников.
- 1980 год (Ленинград): Зональная выставка произведений ленинградских художников.
- Январь 1992 года (Париж): Выставка «Санкт-Петербургская школа».
- Март 1992 года (Париж): Выставка «Санкт-Петербургская школа».
- Февраль 1993 года (Брюссель): Выставка «Русские художники».
- 1994 год (Санкт-Петербург): Ленинградские художники. Живопись 1950—1980-х годов.
- 1994 год (Санкт-Петербург): Этюд в творчестве ленинградских художников 1940—1980-х годов.
- 1995 год (Санкт-Петербург): Лирика в произведениях художников военного поколения. Живопись. Графика.
- 1996 год (Санкт-Петербург): Живопись 1940—1990-х годов. Ленинградская школа.
- 1997 год (Санкт-Петербург): Натюрморт в живописи 1950—1990-х годов. Ленинградская школа.
- 1997 год (Санкт-Петербург): Связь времён. 1932—1997. Художники — члены Санкт-Петербургского Союза художников России.